# Wszyscy mają się dobrze (film 2009)
Wszyscy mają się dobrze (ang. Everybody's Fine, 2009) − amerykański dramat filmowy napisany i wyreżyserowany przez Kirka Jonesa, z Robertem De Niro, Drew Barrymore, Kate Beckinsale i Samem Rockwellem w rolach głównych. Jest to remake włoskiego obrazu Giuseppe Tornatore o tym samym tytule (oryg. Stanno Tutti Bene).
Film kręcono w Nowym Jorku i stanie Connecticut. Kilka scen nakręcono na Uniwersytecie Yale.
Film zebrał mieszane recenzje, a krytycy ogłosili, że „spokojna, charyzmatyczna rola Roberta De Niro uratowała ten film, ale Wszyscy mają się dobrze smakuje jak stereotypowy świąteczny komediodramat”. Zarzucano mu zbytnią jednowymiarowość postaci drugoplanowych. Choć data premiery wyraźnie wskazywała na aspiracje Oskarowe, film nie otrzymał żadnej nominacji. Obraz był wyświetlany w amerykańskich kinach zaledwie przez trzy tygodnie, zarabiając 9,2 miliona dolarów przy budżecie 21 milionów dolarów. Do polskich kin trafił 8 stycznia 2010, a na DVD 7 maja 2010.

## Opis fabuły
Frank Goode (Robert De Niro) próbując odnowić kontakty z dziećmi po śmierci żony, postanawia zorganizować przyjęcie w domu. Gdy wszystko wydaje się być gotowe, okazuje się, że goście nie przyjadą. Frank postanawia sam ich odwiedzić, wyruszając w podróż (autobusami i pociągami, ze względu na zwłóknienie płuc nie wolno mu latać) do Nowego Jorku (do syna, Davida – artysty malarza), Chicago (do córki, Amy, pracującej w reklamie), Denver (do Roberta – muzyka) i Las Vegas (do Rosie – tancerki).

## Obsada[5]
- Robert De Niro jako Frank Goode
- Drew Barrymore jako Rosie Goode
- Kate Beckinsale jako Amy Goode
- Sam Rockwell jako Robert Goode
- Katherine Moennig jako Jilly
- Melissa Leo jako Colleen
- Lucian Maisel jako Jack, syn Amy
- Damian Young jako Jeff
- James Frain jako Tom
- Melissa Leo jako Colleen
- Katherine Moennig jako Jilly
- James Murtaugh jako Dr Ed
- Austin Lysy jako David

i inni.

## Nagrody
Złote Globy 2009 – nominacja: najlepsza piosenka (I Want to) Come Home, w wykonaniu Paula McCartneya
GLAAD Media 2009 – nominacja: najlepszy film szeroko rozpowszechniony

## Piosenki wykorzystane w filmie
- Catch a Falling Star – Perry Como, autorzy: Lee Pockriss, Paul J. Vance
- At the Checkout Counter – Joseph Martin
- Mannequins in Love – Joseph Martin, Marc Ferrari
- No Fear of Falling – I Am Kloot
- The Time of Times – Badly Drawn Boy
- Come Home – Findlay Brown, autorzy: Carl Alty, Ron Brown Findlay
- I'd Rather Have You – Wanda Jackson, autor: Thelma Blackman
- Papa Loves Mambo – Perry Como, autorzy: Al Hoffman, Dick Manning, Bickley Reichner
- So You Are to Me – Peter Bradley Adams
- (I Want to) Come Home – Paul McCartney

Opracowano na podstawie napisów końcowych.